# XAMPP
XAMPP – darmowy, wieloplatformowy, zintegrowany pakiet, składający się głównie z serwera Apache, bazy danych MariaDB i interpreterów dla skryptów napisanych w językach PHP i Perl.
Nazwa XAMPP jest akronimem od X (ang. cross-platform), Apache, MariaDB, PHP, Perl.
Pakiet jest wydawany na licencji GNU General Public License jako darmowy serwer WWW do obsługi dynamicznych stron. Obecnie XAMPP jest dostępny na cztery platformy: Microsoft Windows, Linux, Sun Solaris oraz OS X. Na MS Windows dostępna jest też wersja przenośna aplikacji.
Może służyć jako środowisko dla testerów, programistów, którzy chcą szybko przetestować skrypty na swoim lokalnym komputerze, bez konieczności uruchamiania na serwerze produkcyjnym.